# Burning Witches
Burning Witches ist eine Schweizer Heavy-Metal-/Power-Metal-Band aus Brugg.

## Bandgeschichte

### Gründung und erstes Album
Romana Kalkuhl, Gitarristin bei Atlas & Axis, suchte bereits lange nach einer Besetzung für eine rein weibliche Metal-Band. Über die Jahre lernte sie verschiedene Musikerinnen kennen und fand schliesslich mit Seraina Telli (Gesang), Jeanine Grob (Bass) und Lala Frischknecht (Schlagzeug) die erste Besetzung. 2016 komplettierte Alea Wyss die Band. Zunächst entstand eine selbstbetitelte Single, die zugleich das erste Demo der Band darstellte. Dieses wurde sowohl im Rock Hard als auch im Metal Hammer zum „Demo des Monats“ gekürt.
2017 erschien eine selbstbetitelte Eigenproduktion, die von V.O. Pulver (Poltergeist, Gurd) und Marcel „Schmier“ Schirmer (Destruction) produziert wurde. Das Album wurde über die Crowdfunding-Plattform Pledge Music vertrieben. Mit dem Lied Jawbreaker enthält das Album eine Coverversion eines Liedes von Judas Priest. Das Album erreichte Platz 73 der Schweizer Albencharts. Bereits kurz nach Veröffentlichung begann die Band mit dem Songwriting für ihr nächstes Album. Am 14. Februar 2018 gab Nuclear Blast bekannt, die Band unter Vertrag genommen zu haben. 

### HexenhammerundDance with the Devil
Zwischenzeitlich wurde Alea Wyss durch die Niederländerin Sonia Nusselder ersetzt. Es folgte eine Tour als Vorgruppe von Grave Digger. Ein erster Album-Trailer wurde am 12. September 2018 veröffentlicht. Es folgten drei digitale Singles. Das Album Hexenhammer erschien am 9. November 2018. Es handelt sich dabei um kein Konzeptalbum im engeren Sinne, obwohl in einigen Songs das gleichnamige Buch eine Rolle spielt. Mit Holy Diver von der Band Dio findet sich wieder eine Coverversion auf dem Album. Das Album erreichte Platz 43 in den deutschen Albencharts und Platz 21 in der Schweiz. Im Juni 2019 verliess die Sängerin Seraina Telli die Band mit der Begründung, sich ihrer eigenen Band Dead Venus zu widmen. Ihre Nachfolge trat die Niederländerin Laura Guldemond von der Band Shadowrise an.
Im Sommer 2019 spielte die Band auf den Festivals Wacken Open Air, Summer Breeze und Rockharz Open Air. Das erneut von V.O. Pulver und Marcel „Schmier“ Schirmer produzierte Album Dance with the Devil erschien am 6. März 2020. Das Album enthält eine Coverversion des Manowar-Liedes Battle Hymn, bei dem Ross the Boss und Michael Lepond als Gastmusiker auftreten. Dance with the Devil stieg auf Platz 22 der deutschen und Platz 14 der Schweizer Albumcharts ein. Wenige Monate später verliess Sonia Nusselder die Band wieder, nachdem sie mit den ehemaligen Nervosa-Musikerinnen Fernanda Lira und Luana Dametto die Death-Metal-Band Crypta gegründet hatte. Larissa Ernst übernahm daraufhin die zweite Gitarre bei den Burning Witches.

### The Witch of the North
Am 4. Dezember 2020 veröffentlichte die Band die EP The Circle of Five, bevor die Musikerinnen ihr viertes Studioalbum The Witch of the North aufnahmen. Das Album wurde erneut von Marcel „Schmier“ Schirmer produziert und von V.O. Pulver gemischt und gemastert. Die Veröffentlichung folgte am 28. Mai 2021. Das Album stieg auf Platz 16 der deutschen und Platz sechs der Schweizer Albumcharts ein. Im Februar 2022 unterschrieb die Band einen neuen Plattenvertrag beim österreichischen Plattenlabel Napalm Records. Für den Mai 2022 ist die erste Tournee durch die Vereinigten Staaten mit den Iron Maidens geplant.

## Musikstil
Die Band ist vor allem geprägt durch den Heavy Metal der 1980er, während die Musikerinnen durchaus auch andere Musik hören. So spielt Nusselder unter anderem auch in der Death-Metal-Band Sephiroth. Musikalisch erinnert die Band an Iron Maiden und Judas Priest.

## Bandmitglieder

Burning Witches, aktuelle Besetzung live auf den Rock & Metal Day'z 2024 in der Motorsport Arena Oschersleben
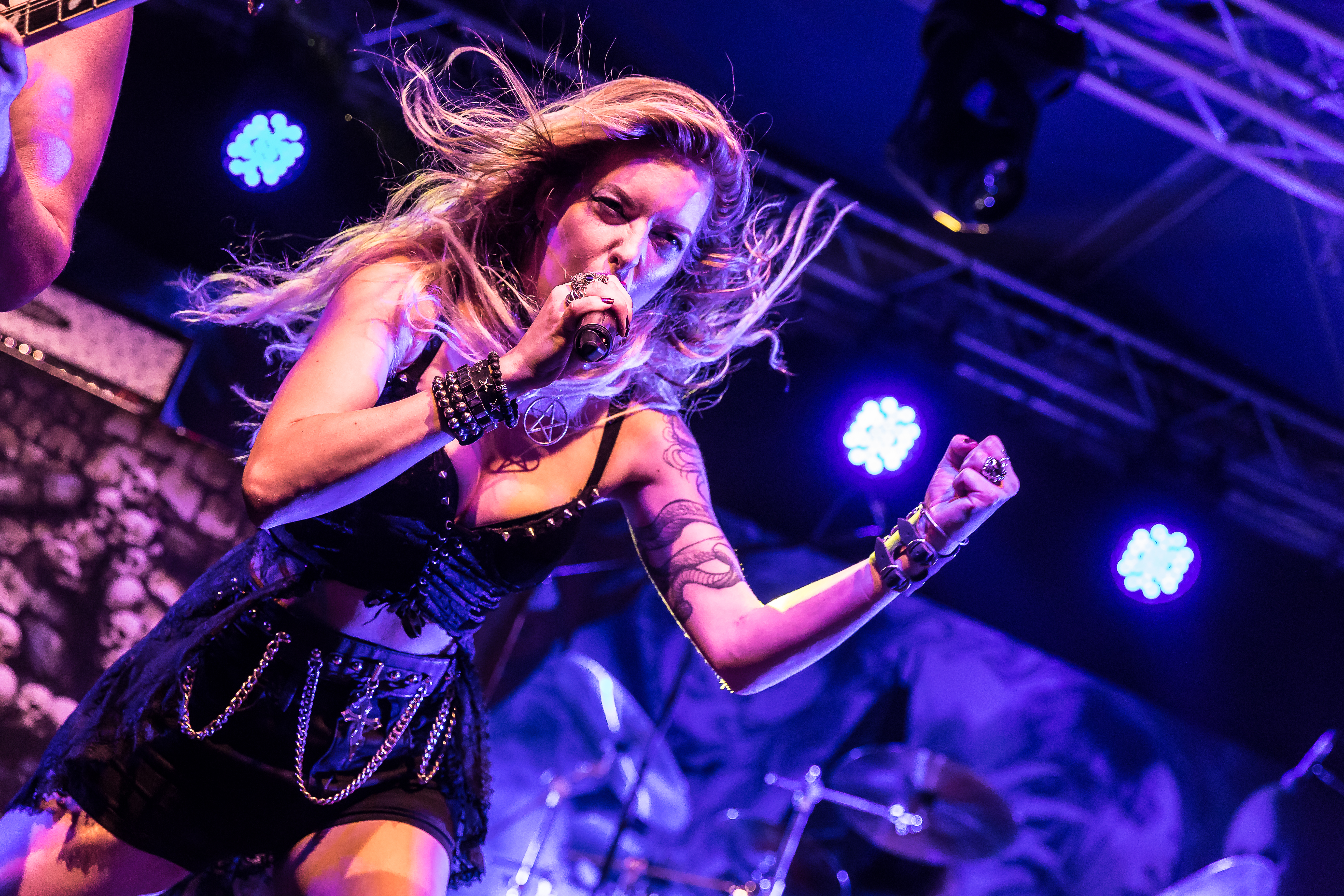
Sängerin Laura Guldemond
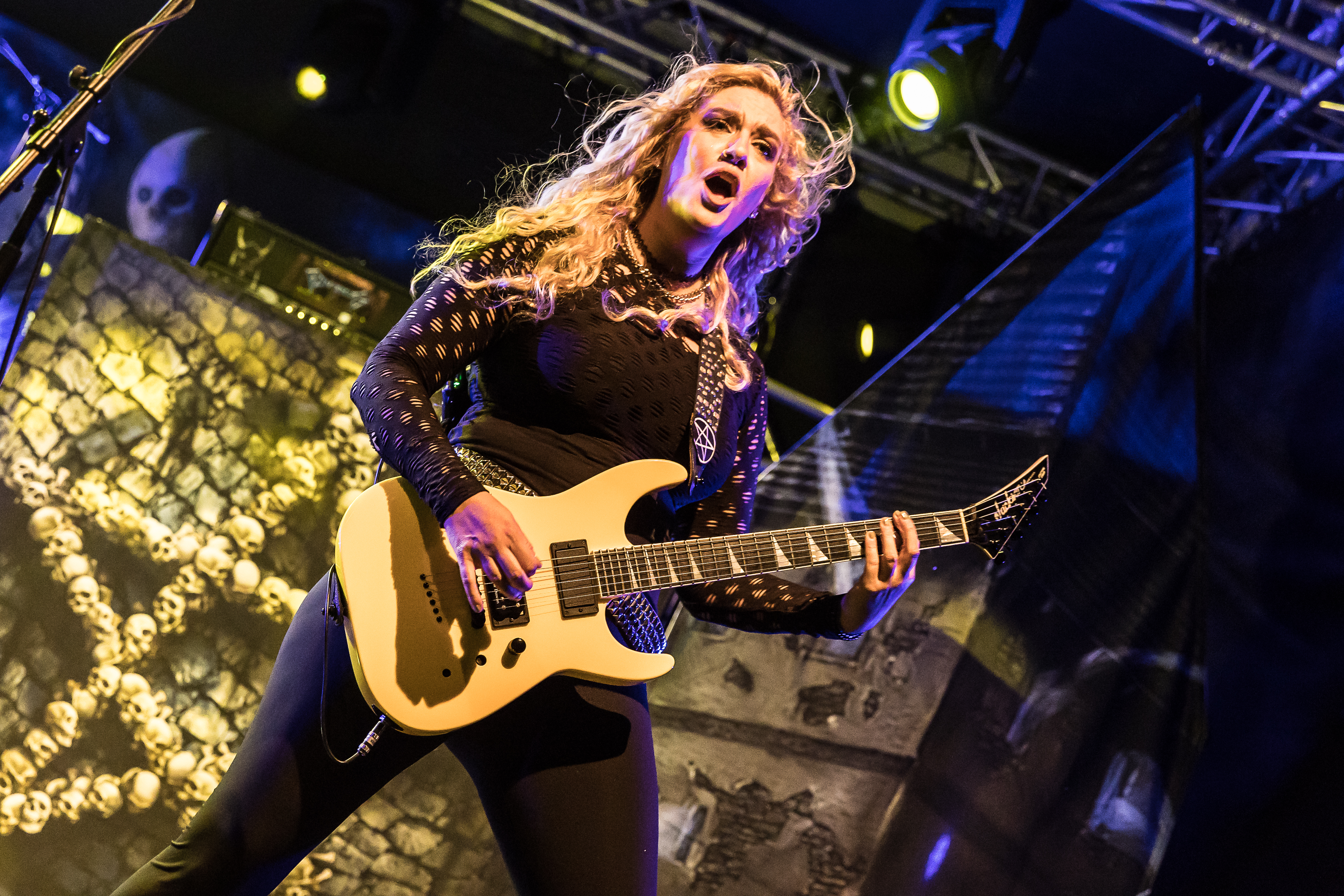
Gitarristin Romana Kalkuhl
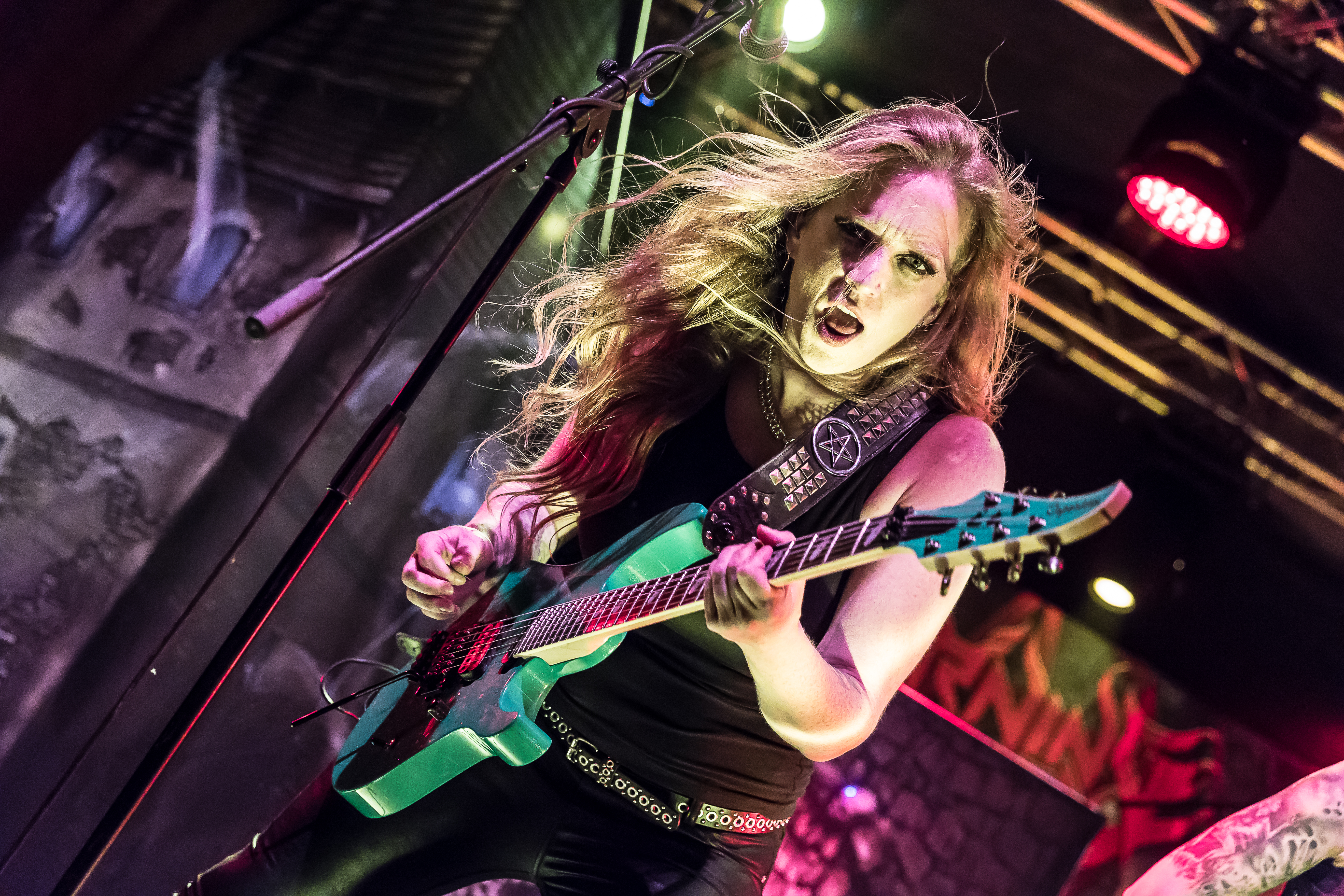
Gitarristin Courtney Cox
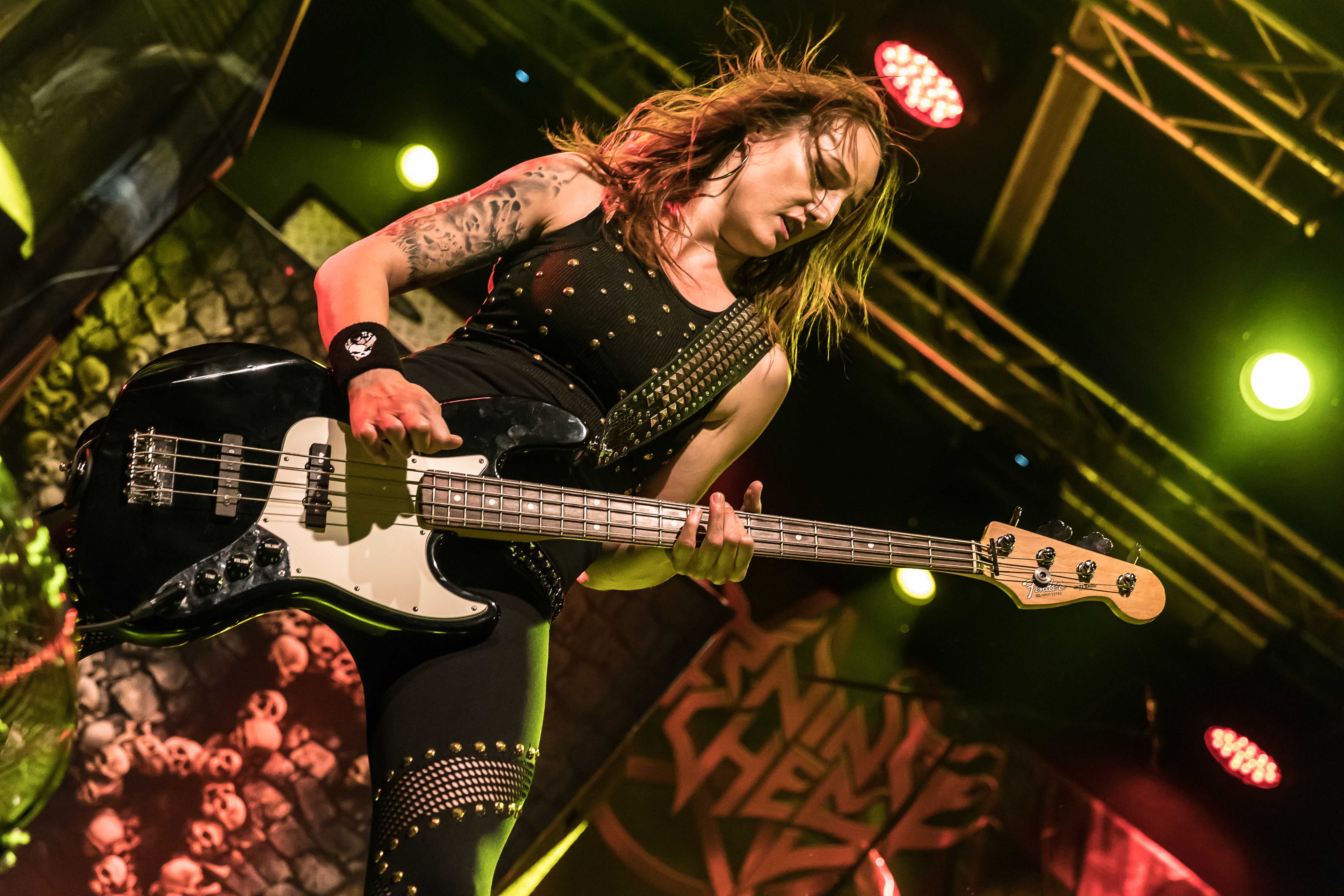
Bassistin Jeanine Grob
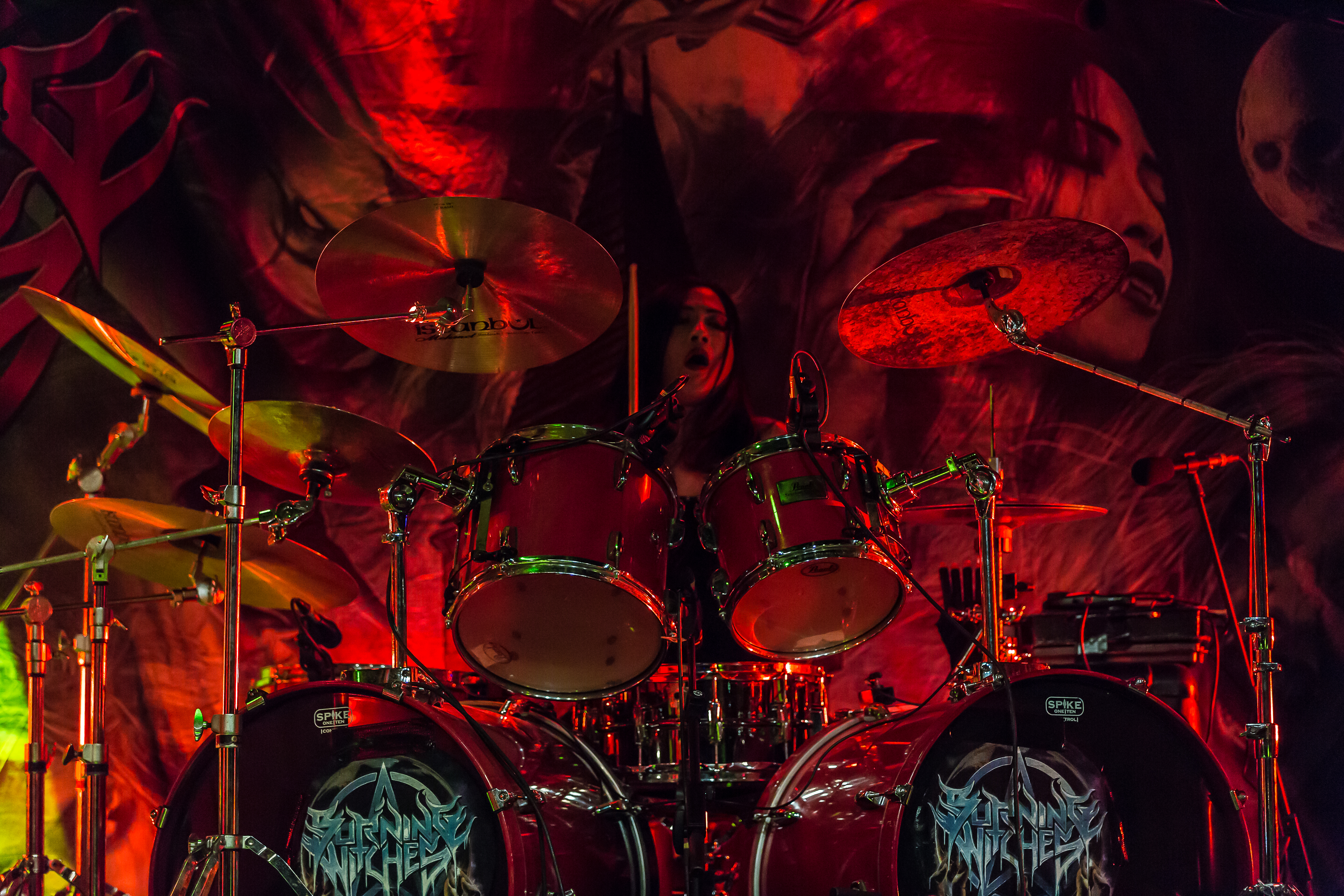
Schlagzeugerin Lala Frischknecht

## Diskografie

### Alben
| Jahr | Titel Musiklabel                       | Höchstplatzierung, Gesamtwochen, AuszeichnungChartplatzierungen (Jahr, Titel, Musiklabel, Platzierungen, Wochen, Auszeichnungen, Anmerkungen) | Höchstplatzierung, Gesamtwochen, AuszeichnungChartplatzierungen (Jahr, Titel, Musiklabel, Platzierungen, Wochen, Auszeichnungen, Anmerkungen) | Höchstplatzierung, Gesamtwochen, AuszeichnungChartplatzierungen (Jahr, Titel, Musiklabel, Platzierungen, Wochen, Auszeichnungen, Anmerkungen) | Anmerkungen                                                                       |
| Jahr | Titel Musiklabel                       | DE | AT | CH | Anmerkungen                                                                       |
| ---- | -------------------------------------- | --- | --- | --- | --------------------------------------------------------------------------------- |
| 2017 | Burning Witches Non Stop Music Records | — | — | CH73 (1 Wo.)CH | Erstveröffentlichung: 26. Mai 2017 Wiederveröffentlichung über Nuclear Blast 2019 |
| 2018 | Hexenhammer Nuclear Blast              | DE43 (1 Wo.)DE | — | CH21 (2 Wo.)CH | Erstveröffentlichung: 9. November 2018                                            |
| 2020 | Dance with the Devil Nuclear Blast     | DE22 (1 Wo.)DE | — | CH14 (2 Wo.)CH | Erstveröffentlichung: 6. März 2020                                                |
| 2021 | The Witch of the North Nuclear Blast   | DE16 (1 Wo.)DE | — | CH6 (3 Wo.)CH | Erstveröffentlichung: 28. Mai 2021                                                |
| 2023 | The Dark Tower Napalm Records          | DE20 (1 Wo.)DE | AT54 (1 Wo.)AT | CH3 (2 Wo.)CH | Erstveröffentlichung: 5. Mai 2023                                                 |

### EPs
- 2018: Burning Alive (Live-EP, Eigenproduktion)
- 2019: Wings of Steel (12"-EP, Nuclear Blast)
- 2020: The Circle of Five (EP, Nuclear Blast)

### Singles
- 2016: Burning Witches (auch: Demo 2016, Eigenproduktion)
- 2018: Hexenhammer (Nuclear Blast)
- 2018: Executed (Nuclear Blast)
- 2018: Open Your Mind (Nuclear Blast)
- 2019: Wings of Steel (Nuclear Blast)
- 2020: Sea of Lies (Nuclear Blast)
- 2020: Dance with the Devil (Nuclear Blast)
- 2021: Flight of the Valkyries (Nuclear Blast)